# Campionati europei di bob 1973
I Campionati europei di bob 1973, decima edizione della manifestazione organizzata dalla Federazione Internazionale di Bob e Skeleton, si sono disputati a Breuil-Cervinia, in Italia, sulla pista "Lac Bleu", il tracciato naturale sul quale si svolse la rassegna continentale del 1969. La località valdostana (frazione del comune di Valtournenche) ha ospitato quindi le competizioni europee per la seconda volta nel bob a due uomini e nel bob a quattro.

## Risultati

### Bob a due uomini
|     | Wolfgang Zimmerer Peter Utzschneider | Germania Ovest |     |     |
|     | Horst Floth Willi Holdorf            | Germania Ovest |     |     |
|     | Walter Delle Karth Fritz Sperling    | Austria        |     |     |
| ... | ...                                  | ...            | ... | ... |

### Bob a quattro
|     | Wolfgang Zimmerer Peter Utzschneider Stefan Gaisreiter Fritz Ohlwärter | Germania Ovest |     |     |
|     | Fritz Lüdi Thomas Hagen Ferdi Müller Karl Häseli                       | Svizzera       |     |     |
|     | René Stadler Werner Camichel Erich Schärer Peter Schärer               | Svizzera       |     |     |
| ... | ...                                                                    | ...            | ... | ... |

## Medagliere
| Pos.   | Paese          | Oro | Argento | Bronzo | Totale |
| ------ | -------------- | --- | ------- | ------ | ------ |
| 1      | Germania Ovest | 2   | 1       | 0      | 3      |
| 2      | Svizzera       | 0   | 1       | 1      | 2      |
| 3      | Austria        | 0   | 0       | 1      | 1      |
| Totale | Totale         | 2   | 2       | 2      | 6      |